# France Rumilly
Pour les articles homonymes, voir Rumilly.
Marie-Françoise Rumilly dite France Rumilly, née le 1er mai 1939 à Boulogne-Billancourt, est une actrice française.
Elle est surtout connue pour son rôle de la religieuse « Sœur Clotilde » dans la série de films Le Gendarme de Saint-Tropez.
Elle est la dernière survivante des acteurs ayant joué dans tous les films de la série.

## Biographie
Née en 1939 à Boulogne-Billancourt, France Rumilly effectue une grande partie de ses études dans un couvent et à l'Institut Saint-Vincent-de-Paul. Par la suite elle suit les cours d'une école d'art dramatique et prépare les concours d'entrée quand elle est repérée par Jack Pinoteau lors d'une audition. À cette époque ce réalisateur est principalement connu pour être le metteur en scène du film Le Triporteur qui rendit célèbre Darry Cowl en 1957. Jack Pinoteau engage la comédienne en 1962 pour jouer la saynète intitulée « Le gros lot » dans le long-métrage Les Veinards, coréalisé avec Jean Girault et Philippe de Broca, où elle joue aux côtés de Louis de Funès le rôle de sa fille, Mlle Danielle Beaurepaire.
Au cours de sa carrière elle incarne notamment le rôle récurrent de « Sœur Clotilde », religieuse en cornette et folle du volant, dans la série Le Gendarme. Les scènes où apparaît la Citroën 2 CV demeurent des moments cultes de cette série, les cascades pour lesquelles l'actrice est doublée étant orchestrées par Rémy Julienne.
Comme le soulignent certains critiques, ce personnage marque la carrière de France Rumilly où elle respire la joie de vivre et la bonne humeur. La présentant pétillante et follement fringante, ce rôle tranche singulièrement avec l'image traditionnelle de discrétion et de retenue des religieuses, l'actrice n'hésitant pas à se tourner en dérision.
On la retrouve dans ce même rôle de religieuse de Saint-Tropez dans le film Le facteur de Saint-Tropez de Richard Balducci sorti en 1985 avec Paul Préboist dans le rôle principal. La même année elle tient un petit rôle dans Sac de nœuds de Josiane Balasko.
Ses rôles de second plan sont souvent très brefs et son apparition ne dure généralement que quelques minutes.
Ses autres apparitions les plus connues sont celles de films où Louis de Funès est à l'affiche, notamment dans Le Grand Restaurant (1966), où elle joue la baronne arrivant avec son chien.
Elle tient aussi un petit rôle très bref mais remarqué dans Ne nous fâchons pas (1966) de Georges Lautner. La même année elle tourne dans un film de son réalisateur fétiche, Jean Girault, pour Monsieur le Président-directeur général, avec cette fois ci comme partenaire Michel Galabru, le célèbre adjudant Gerber de Saint Tropez.
Twist again à Moscou (1986) de Jean-Marie Poiré reste à ce jour son dernier film, à 47 ans. Elle a aussi fait de la figuration dans de très nombreux films (plus de 200 entre 1960 et 1999).
Sa célèbre séquence avec la 2 CV dans le Gendarme et les Gendarmettes a été transformée en film publicitaire Citroën en faveur de la « prime à la casse » en 2010.
Au théâtre, elle joue dans la pièce La Bonne adresse de Marc Camoletti en 1966. Par la suite, l'actrice obtient des petits rôles dans quelques films comme Playtime de Jacques Tati, en tant que vendeuse de lunettes, en 1967, Faites donc plaisir aux amis de Francis Rigaud, en 1969, où elle joue la marraine avec Jean-Marc Thibault et Roger Pierre, puis le rôle d'une prostituée dans L'Auvergnat et l'Autobus de Guy Lefranc, en 1969, avec Fernand Raynaud, une cliente dans Elle court, elle court la banlieue de Gérard Pirès, en 1973. En 1973 aussi, elle joue dans le film Je sais rien, mais je dirai tout de et avec Pierre Richard.
Pendant deux ans, en 1972 et 1973, France Rumilly monte sur les planches pour Tu connais la musique ? de Robert Abirached, à Dijon, à Saint-Étienne, à Nice et à Paris. L'année suivante elle joue dans la pièce Le Tube de Françoise Dorin. Après avoir tourné dans Le Gendarme et les Extra-terrestres en 1979 elle revient sur les planches pour Tovaritch de Jacques Deval. Dans les années 1980, la carrière cinématographique de France Rumilly commence à s'essouffler, à l'instar de Claude Gensac depuis la disparition de Louis de Funès. À l'exception du film Le Gendarme et les Gendarmettes en 1982 (où son personnage devient la mère supérieure Clotilde), France Rumilly paraît démodée et peu à peu moins sollicitée.
Elle aura tourné dans 25 films entre 1962 et 1986, soit presque un film par an en moyenne. Il est vrai que son rôle de Sœur Clotilde a connu un succès qui a pu éclipser les autres possibilités de l'actrice, qui n'a pas eu l'occasion de tenir un premier ou un second rôle. Elle est inscrite dans les « seconds couteaux », c'est-à-dire les rôles de second plan.

### Vie personnelle
France Rumilly est mariée, mère d'une fille et grand-mère d'une petite-fille, Ondine. Elle est installée à Paris.

## Filmographie

### Cinéma
- 1962 : Les Veinards de Jack Pinoteau - sketch : Le Gros Lot : Danièle Beaurepaire
- 1964 : Les Durs à cuire de Jacques Pinoteau : Raymonde

- 1964 : Le Gendarme de Saint-Tropez de Jean Girault : Sœur Clotilde
- 1964 : Jaloux comme un tigre de Darry Cowl et Maurice Delbez : La secrétaire
- 1965 : Moi et les hommes de quarante ans de Jacques Pinoteau : Babe
- 1965 : Un milliard dans un billard de Nicolas Gessner : La dame à la bague
- 1965 : Le Gendarme à New York de Jean Girault : Sœur Clotilde
- 1966 : Ne nous fâchons pas de Georges Lautner : Gisèle
- 1966 : Le Grand Restaurant de Jacques Besnard : la Baronne
- 1966 : Monsieur le président-directeur général de Jean Girault : Juliette
- 1966 : Le Solitaire passe à l'attaque de Ralph Habib
- 1967 : Playtime de Jacques Tati : La vendeuse de lunettes
- 1967 : La Bonne peinture, de Philippe Agostini (TV)
- 1968 : Le gendarme se marie de Jean Girault : Sœur Clotilde
- 1968 : Faites donc plaisir aux amis de Francis Rigaud : La marraine
- 1969 : A tout casser de John Berry : La fille d'Albert
- 1969 : L'Auvergnat et l'Autobus de Guy Lefranc : La prostituée
- 1969 : Salut Berthe de Guy Lefranc : La femme réveillée en sursaut
- 1969 : La Fête des mères (Court-métrage) : Suzanne
- 1970 : Le Gendarme en balade de Jean Girault : Sœur Clotilde
- 1973 : Elle court, elle court la banlieue de Gérard Pirès  : Une patiente à Marcel Robin
- 1973 : Je sais rien, mais je dirai tout de Pierre Richard : Laurence Degiane
- 1979 : Le Gendarme et les Extraterrestres de Jean Girault : Sœur Clotilde
- 1979 : Les Héroïnes du mal de Walerian Borowczyk, dans le sketch : Madame
- 1981 : Fais gaffe à la gaffe! de Paul Boujenah : Mme Soto
- 1982 : Le Gendarme et les Gendarmettes de Jean Girault et Tony Aboyantz : Mère Supérieure Clotilde
- 1985 : Le facteur de Saint-Tropez de Richard Balducci : La religieuse
- 1985 : Sac de nœuds de Josiane Balasko : La femme chez Illico
- 1986 : Suivez mon regard de Jean Curtelin
- 1986 : Twist again à Moscou de Jean-Marie Poiré

### Télévision
- 1964 : Le Théâtre de la jeunesse : La Sœur de Gribouille d'après La Sœur de Gribouille de la comtesse de Ségur, de Yves-André Hubert : Mme Piron
- 1966 : La tour Eiffel qui tue (Téléfilm) : Marguerite Mouilmarmot
- 1967 : La Bonne Peinture (Téléfilm) : Loulette
- 1968 : Le Tribunal de l'impossible de Michel Subiela (Série TV) : Miss Swinberry
- 1970-1971 : Les saintes chéries (Série TV) : Une secrétaire
- 1974 : Le faux (Téléfilm) : Une jeune fille grecque
- 1978 : Les Folies Offenbach, de Michel Boisrond (Téléfilm)
- 1981 : Tovaritch (Téléfilm) : Lady Karrigan
- 2013 : Un jour, un destin - Louis de Funes, derrière le masque

## Théâtre
- 1966 : La Bonne Adresse de Marc Camoletti, mise en scène Christian-Gérard, Théâtre des Nouveautés
- 1972 : Tu connais la musique ? de Robert Abirached, mise en scène Dominique Houdart, Dijon
- 1973 : Tu connais la musique ? de Robert Abirached, mise en scène Dominique Houdart, Théâtre de Nice, Comédie de Saint-Étienne, Théâtre national de l'Odéon
- 1974 : Le Tube de Françoise Dorin, mise en scène François Périer, Théâtre Antoine
- 1979 : Tovaritch de Jacques Deval, mise en scène Jean Meyer, Théâtre des Célestins, Théâtre de la Madeleine